# Lucky Luke (serie televisiva)
Lucky Luke è una serie televisiva trasmessa nel 1992, con protagonista Terence Hill.

## Trama
Daisy Town è una tipica cittadina del Far West che può contare per la sua sicurezza sullo sceriffo Lucky Luke, del quale è innamorata Lotta Legs, proprietaria del saloon. Lucky Luke e il suo fidato destriero Jolly Jumper vegliano sul villaggio affrontando i malviventi, e ponendo rimedio alle malefatte della banda dei "terribili", ma poco svegli, fratelli Dalton.
Ogni episodio (escluso quello finale) è direttamente basato o prende spunto dagli albi della serie a fumetti.

## Produzione
Prodotta dalla Paloma Films & Reteitalia, è una versione live action basata sull'omonimo personaggio dei fumetti creato da Morris e René Goscinny.
Gli episodi sarebbero dovuti essere 13, con la presenza, nel ruolo di Billy the kid, di Ross, figlio adottivo di Terence Hill. Dopo la sua morte, avvenuta in un tragico incidente d'auto con il suo amico Kevin il 30 gennaio 1990, Terence entrò in un periodo di depressione. Il numero delle puntate venne ridotto a 8, oltre all'episodio pilota (92 minuti) girato alla fine del 1990 e uscito come film nelle sale cinematografiche nell'estate 1991.
Le riprese sono state effettuate a: Bonanza Creek Ranch e Santa Fe (Nuovo Messico), Zia Pueblo, Valles Caldera National Preserve, White Sands National Monument e La Junta (Colorado), Tucson (Arizona).

## Episodi
| # | Titolo                                 | Regia               | Sceneggiatura                  | Trama |
| - | -------------------------------------- | ------------------- | ------------------------------ | --- |
| 1 | La mamma dei Dalton                    | Richard Schlesinger | Carl Sautter                   | La madre dei Dalton si è trasferita a Daisy Town è ha fatto subito amicizia con Lucky Luke. Quando Joe lo viene a sapere, fugge di prigione per approfittarne per uccidere il nemico, sfruttando dei costumi che lo camuffino da sua madre.                                                                     |
| 2 | Il treno fantasma                      | Ted Nicolaou        | Doug Molitor                   | Axel, un vecchio minatore ubriaco, si rifiuta di vendere il suo terreno, dove è avvenuto un incidente in cui molti macchinisti hanno perso la vita. Becky, una giovane giornalista, aiuta Axel facendo credere che i fantasmi infestano l'area in cerca del loro vero omicida.                                  |
| 3 | Una notte di mezza estate a Daisy Town | Terence Hill        | Courtney Flavin                | Lotta ammira le doti recitative di Jack Dalton nell'interpretare Shakespeare e offre di mettere su una recita al suo saloon. Mentre sorgono triangoli amorosi qua e là, giunge in città una zingara che ha con sé una fiala di filtro d'amore che complica ulteriormente la faccenda.                           |
| 4 | Pesce d'Aprile                         | Terence Hill        | John Gaspard, Michael P. Levin | Lotta è sempre in prima linea in fatto di scherzi quando si tratta del primo aprile. Ma quando giungono in città dei nobiliari russi, i quali portano zizzania e scompiglio nella vita sentimentale di Lotta e Luke, le cose prendono una brutta piega.                                                         |
| 5 | Caffè olé                              | Ted Nicolaou        | Robin J. Stein                 | In città arriva con la diligenza un industriale del caffè che vuole aprire una nuova fabbrica, e una ben determinata suffragetta mette in testa a Lotta di diventare sceriffo. A questo punto Luke, divenuto disoccupato, diventa il nuovo gestore del saloon, ed entrambi vanno incontro ai relativi problemi. |
| 6 | Chi è Mr. Josephs?                     | Richard Schlesinger | Carl Sautter                   | Attorno al paese di Daisy Town, alcuni allevatori e agricoltori sono in continuo litigio. Per risolvere le loro controversie si rivolgono entrambi ad un misterioso venditore di polvere da sparo, Mr. Josephs, che si scopre essere Joe Dalton.                                                                |
| 7 | Le fidanzate di Lucky Luke             | Ted Nicolaou        | Courtney Flavin                | Data la mancanza di donne a Purgatory, Luke è incaricato di scortare una carovana di nubili donne alla città, ignaro che il criminale Dead-Eye-Kid si è messo in contatto con i Dalton per attaccarlo. |
| 8 | Magia Indiana                          | Terence Hill        | Carl Sautter                   | Mentre scorta i Dalton in prigione, un serpente morde Luke, rendendolo moribondo. I Dalton fuggono e fanno loro Daisy Town, mentre Lotta cerca di trovare un modo per salvare Lucky, soccorso da una misteriosa donna indiana.                                                                                  |

## Distribuzione
La serie venne trasmessa in prima visione su Canale 5 in prima serata. Successivamente, venne replicata su Italia 1, Rete 4, Mediaset Extra e Iris, in diverse fasce orarie. Nel 2004, il telefilm è stato distribuito in home video dalla Eagle Pictures, in quattro DVD-Video contenenti due episodi ciascuno. Vi sono sottotitoli in italiano e l'audio (sempre italiano) è disponibile 5.1 e in stereo. Non vi sono presenti extra.

## Colonna sonora
La colonna sonora del telefilm è stata composta da Aaron Schroeder e David Grover.
I due temi principali sono:
- Lucky Luke rides again (sigla iniziale), composta e cantata da Roger Miller
- The lonesomest cowboy in the West, composta ed eseguita da Arlo Guthrie

In una scena (l'arrivo dei Dalton) viene ripreso il tema Mucchio selvaggio da Il mio nome è Nessuno.